# Norbert Grund

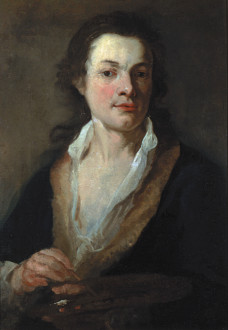
Selbstporträt mit Palette

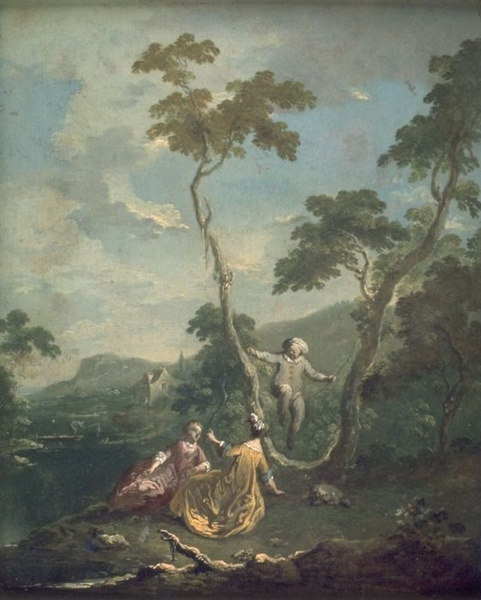
Sommer

Norbert Joseph Carl Grund (* 4. Dezember 1717 in Prag; † 17. Juli 1767 ebenda) war ein böhmischer Maler.

## Leben
Die Familie Grund stammte aus dem nordwestlichen Böhmen, wo sich ihre Spuren bis ins 17. Jahrhundert zurückverfolgen lassen. Der Vater Christian Grund (um 1686–1751) war Hofmaler der Adelsfamilie Kolowrat, die Brüder von Norbert Grund waren Künstler und Musiker: Franz Karl (1720–1756) Maler, Franz (1720–1743) Maler, Christian Peter Paul (1722–1784) Maler und Musiker, Johann/Jan Eustach (* 1726) Musiker, Anton († 1806) Kupferstecher.
Norbert Grund lernte zunächst bis 1738 bei seinem Vater, ehe er im selben Jahr nach Wien ging, wahrscheinlich auch nach Venedig. 1752 wurde er in die Prager Malerzunft der Kleinseite aufgenommen und zum Meister ernannt. Seine große Familie und das geringe Einkommen führten zu einer enormen Schaffenskraft, wodurch hunderte von kleinformatigen Bildern, gemalt auf Holz, Blech und seltener auf Leinwand, erhalten blieben.

## Werk
Norbert Grund war eine der führenden Persönlichkeiten der böhmischen Kammermalerei des Rokoko. Prägend beeinflusst wurde er in seiner Wiener Zeit durch Franz de Paula Ferg, danach durch die venezianische Barockmalerei. Später erhielt Grund noch Einflüsse von der französischen Rokoko-Malerei, die er durch Stiche kennenlernte. In den 1750er- und 1760er-Jahren verband er holländische Motive mit Licht und Farbe des Rokoko. In den letzten Jahren machen sich bereits Anklänge des Klassizismus bemerkbar.
Thematisch konzentrierte er sich auf Landschaftsdarstellungen und Genremalerei. Viele seiner Bilder beinhalten robuste Motive und Kampfdarstellungen. Seine Landschaftsbilder zeigen Eindrücke von Städten, Dörfern und Burgruinen. Daneben malte er auf Bestellung auch biblische Motive. Seine Werke imaginärer Welten voller Träume über das Leben, die Poesie und die Schönheit, die an die Darstellungen von Peter Johann Brandl und Imre Reiner anknüpfen, inspirierten viele Maler der Folgezeit, darunter Josef Navrátil, Josef Mánes und Mikoláš Aleš.

## Werke (Auswahl)
- Seesturm (Sammlung Kooperativa, Wiener Städtische Versicherung), um 1745, Öl auf Leinwand, 40 × 56 cm
- An der Küste (Sammlung Kooperativa, Wiener Städtische Versicherung), um 1750, Öl auf Holz, 17 × 24 cm
- Vor der Dorftaverne (Sammlung Kooperativa, Wiener Städtische Versicherung), um 1750, Öl auf Leinwand, 24 × 35,5 cm
- Abendszene mit Kutsche (Sammlung Kooperativa, Wiener Städtische Versicherung), um 1750, Öl auf Holz, 18 × 14,8 cm
- Lustbarkeit im Schlosspark (Sammlung Kooperativa, Wiener Städtische Versicherung), um 1755, Öl auf Leinwand, 27 × 33 cm
- Römische Ruinen (Prag, Nationalgalerie), um 1760